# Guy Ligier
Guy Camille Ligier (Vichy, 12 de julho de 1930 — Nevers, 23 de agosto de 2015) foi um antigo automobilista francês.
Participou em treze Grandes Prémios de Fórmula 1, obtendo apenas um ponto no Campeonato do Mundo de Pilotos, graças à sua 6ª posição no Grande Prêmio da Alemanha de 1967.1
É mais conhecido por ter fundado a sua própria escuderia, Ligier, com a qual participou na Fórmula 1 entre 1976 e 1996, antes de a vender a Flavio Briatore, que por sua vez a vendeu a Alain Prost em 1997.

## Todos os Resultados na Fórmula 1
(legenda)
| Ano  | Nome Oficial | Chassis | Motor             | 1        | 2        | 3        | 4        | 5        | 6         | 7        | 8   | 9         | 10         | 11        | Pontos | Posição  |
| ---- | ------------ | ------- | ----------------- | -------- | -------- | -------- | -------- | -------- | --------- | -------- | --- | --------- | ---------- | --------- | ------ | -------- |
| 1966 | Guy Ligier   | T81     | Maserati 9/F1 V12 | MON NC D | BEL NC D | FRA NC D | GBR 10 D | NED 9 D  | GER DNS D | ITA      | USA | MEX       |            |           | 0      | NC (24º) |
| 1967 | Guy Ligier   | T81     | Maserati 9/F1 V12 | RSA      | MON      | NED      | BEL 10 D | FRA NC D |           |          |     |           |            |           | 1      | 19º      |
| 1967 | Guy Ligier   | BT20    | Repco 620 V8      |          |          |          |          |          | GBR 10 F  | GER 81 F | CAN | ITA Ret F | USA >Ret F | MEX 11< F | 1      | 19º      |

↑1  O piloto foi premiado com o 6º lugar (1 ponto), já que dois pilotos com carros de Fórmula 2 terminaram à frente dele. Pelo regulamento, carro(s) de outra categoria era(m) inelelegível(eis) para pontuar.

## Resultados das 24 Horas de Le Mans[2]
| Ano  | Equipe                          | Nº | Co-Pilotos          | Chassi                    | Pneus | Classe | Voltas | Posição | Posição Na Categoria |
| Ano  | Equipe                          | Nº | Co-Pilotos          | Motor                     | Pneus | Classe | Voltas | Posição | Posição Na Categoria |
| ---- | ------------------------------- | -- | ------------------- | ------------------------- | ----- | ------ | ------ | ------- | -------------------- |
| 1964 | Auguste Veuillet                | 34 | Robert Buchet       | Porsche 904/4 GTS         | D     | GT 2.0 | 323    | 7       | 1                    |
| 1964 | Auguste Veuillet                | 34 | Robert Buchet       | Porsche 2.0L Flat-4       | D     | GT 2.0 | 323    | 7       | 1                    |
| 1965 | Ford France S.A.                | 15 | Maurice Trintignant | Ford GT40 Roadster        | G     | P 5.0  | 11     | DNF     | DNF                  |
| 1965 | Ford France S.A.                | 15 | Maurice Trintignant | Ford 4.7L V8              | G     | P 5.0  | 11     | DNF     | DNF                  |
| 1966 | Ford France S.A.                | 15 | Bob Grossman        | Ford GT40 Mk.I            | G     | S 5.0  | 205    | DNF     | DNF                  |
| 1966 | Ford France S.A.                | 15 | Bob Grossman        | Ford 4.7L V8              | G     | S 5.0  | 205    | DNF     | DNF                  |
| 1967 | Holman & Moody Ford France S.A. | 6  | Jo Schlesser        | Ford GT40 Mk.IIB          | G     | P +5.0 | 183    | DNF     | DNF                  |
| 1967 | Holman & Moody Ford France S.A. | 6  | Jo Schlesser        | Ford 7.0L V8              | G     | P +5.0 | 183    | DNF     | DNF                  |
| 1970 | Écurie Intersports S.A.         | 50 | Jean-Claude Andruet | Ligier JS1                | G     | P 2.0  | 65     | DNF     | DNF                  |
| 1970 | Écurie Intersports S.A.         | 50 | Jean-Claude Andruet | Ford Cosworth FVC 1.8L I4 | G     | P 2.0  | 65     | DNF     | DNF                  |
| 1971 | Automobiles Ligier              | 24 | Patrick Depailler   | Ligier JS3                | G     | P 3.0  | 270    | NC      | NC                   |
| 1971 | Automobiles Ligier              | 24 | Patrick Depailler   | Ford Cosworth DFV 3.0L V8 | G     | P 3.0  | 270    | NC      | NC                   |
| 1972 | Automobiles Ligier              | 21 | Jean-François Piot  | Ligier JS2                | M     | S 3.0  | 7      | DNF     | DNF                  |
| 1972 | Automobiles Ligier              | 21 | Jean-François Piot  | Maserati 3.0L V6          | M     | S 3.0  | 7      | DNF     | DNF                  |
| 1973 | Automobiles Ligier              | 62 | Jacques Laffite     | Ligier JS2                | M     | S 3.0  | 24     | DSQ     | DSQ                  |
| 1973 | Automobiles Ligier              | 62 | Jacques Laffite     | Maserati 3.0L V6          | M     | S 3.0  | 24     | DSQ     | DSQ                  |